# FV510 Warrior
El FV510 Warrior es una serie de vehículos blindados de rodaje sobre orugas de diseño y manufactura británica, originalmente desarrollados para reemplazar a la antigua serie de vehículos blindados FV430. El Warrior se originó en uno de los prototipos del proyecto MCV-80 desarrollado durante los años 1970, donde la compañía GKN Sankey/Defence consiguió el contrato de producción en 1980. Posteriormente GKN fue comprada por ALVIS Defence industries, que a su vez fue adquirida por BAE Systems. Se fabricaron un total de 789 vehículos FV510, incluidas todas sus variantes para el Ejército Británico, y 254 de una versión modificada conocida como Desert Warrior para el Ejército de Kuwait.

## Historia
La familia Warrior de  vehículos blindados de avanzada y de seguimiento, desarrollados por Alvis Vickers Ltd (hoy BAE Systems Land Systems), ha demostrado ser - con el ejército británico en las operaciones en Oriente Medio durante la operación Tormenta del Desierto y la Operación Libertad Iraquí y en las tareas Naciones Unidas en Bosnia - un vehículo muy efectivo en las citadas acciones bélicas en las que ha sido asignado. La familia Dessert Warrior a su vez ha sido adaptada específicamente para operaciones en condiciones hostiles de los desiertos más abruptos. Entre 1987 y 1995, 789 Warriors han sido producidos para el Ejército británico y 254 de la variante Desert Warrior han sido fabricados por la Fuerza Terrestre de Kuwait para el rol de vehículo de combate de infantería.
El Warrior ha estado en servicio operacional con éxito desde el inicio de las confrontaciones en el Golfo Pérsico en el año 1991, y ha sido desplegado con las tropas británicas que sirven en los Balcanes y más recientemente en las incursiones hechas en Irak.
El ejército británico tiene planes para mejorar y extender la vida útil de sus Warrior's hasta 2025. La actualización incluye la adición de capacidad de combate mediante el montaje de equipos de visión nocturna de la firma Thales Optronics Group y de sistemas de visión en combate del tipo térmico (BGTI) incluidos como opcionales en el programa. El Sistema de Comunicaciones sería desarrollado por la firma Bowman, y una nueva torreta para dos personas con un sistema de cañón semiautomático del calibre 40 mm estabilizado y que sería equipado con miras telescópicas (CTWS), lo que permitiría disparar en movimiento. La torreta ha sido desarrollada por la firma CTA International, una empresa conjunta creada por BAE Systems y Giat Industries. El contrato de producción del citado equipamiento de mejoras se adjudicó en junio de 2004, y la entrega de los vehículos con la torreta Warrior 2000 se inició en diciembre de 2006 a los tripulantes de las divisiones blindadas del Ejército británico, como uno de los hitos en el Programa de Integración de torretas (MTIP), desarrollado para acortar la logística del arma blindada británica.

## Descripción

### Armamento
El vehículo está equipado con una torreta de dos hombres de la firma GKN Sankey, que está armada con un cañón L21A1 RARDEN de 30 mm capaz de abatir vehículos blindados modernos a una distancia máxima de 1.500 metros, y cuenta con un ametralladora coaxial  L94A1 EX-34 de 7,62 mm, similar a la equipada en los helicópteros Hughes. Está equipado a su vez con dos grupos de cuatro lanzagranadas del tipo defensivo; por lo general se utiliza con granadas de supresión a equipos de detección visual y de infrarrojos (VIRSS).

### Protección
Varios sistemas de protección, como unos tubos lanzagranadas, están montados a ambos lados de la torreta. En las operaciones de las Naciones Unidas en Bosnia fue probado el alto nivel de protección de la tripulación contra las armas pequeñas, misiles y minas antitanque proporcionado por la estructura y eficiente diseño de este blindado. La construcción de´la carrocería, hecha íntegramente en aluminio, ofrece protección frente a impactos de calibres como el 14,5 mm ruso de proyectiles perforantes, esquirlas de municiones calibre 155 mm y granadas de fragmentación, así como a explosiones y ondas expansivas de aire y minas de 9kg del tipo antiblindaje. Se obtiene mayor protección contra otras amenazas al montarle unos kits que disponen apliques de blindaje reactivo y/o pasivo adicional sobre la estructura del chasis en sus zonas más vulnerables.

### Motorización
El Warrior cuenta con una transmisión que le brinda cuatro velocidades y es totalmente automática, siendo esta del tipo hidrostático. La fuerza motriz viene de un motor Rolls-Royce hecho bajo licencia por la firma Perkins; éste es un motor de ocho cilindros en V, que produce 550 hp del modelo extensamente usado en las fuerzas británicas: el Cóndor, que le da una velocidad en carretera de 75 km/h al blindado. La suspensión le ofrece la capacidad al transporte de soportar una alta velocidad de cruce a través de terrenos difíciles a velocidades superiores que las de la gran mayoría de tanques de combate principales actualmente en servicio. El vehículo está equipado con orugas del modelo TR30 y del tipo de un solo pin de la firma William Cook Defence. Todos los sistemas importantes, incluyendo la fuente de alimentación, pueden ser desmontados y reemplazados en menos de una hora por dos hombres en condiciones de combate reales, a los que ya se ha visto sometido.

## Variantes
- FV510, vehículo de sección de infantería. Versión principal.
- FV511, vehículo de mando de infantería.
- FV512, vehículo de reparación de combate mecanizado.
- FV513, vehículo de recuperación mecanizado (reparación).
- FV514, vehículo de observación de artillería mecanizado.
- FV515, vehículo de mando de batería. Versión utilizada por la Royal Artillery.
- Desert Warrior. Versión para el Ejército de Kuwait.
- Warrior 2000. Una nueva versión desarrollada para el Ejército de Suiza que no entró en producción para éste ejército, pero que sirve en el británico.[4]

## Operadores

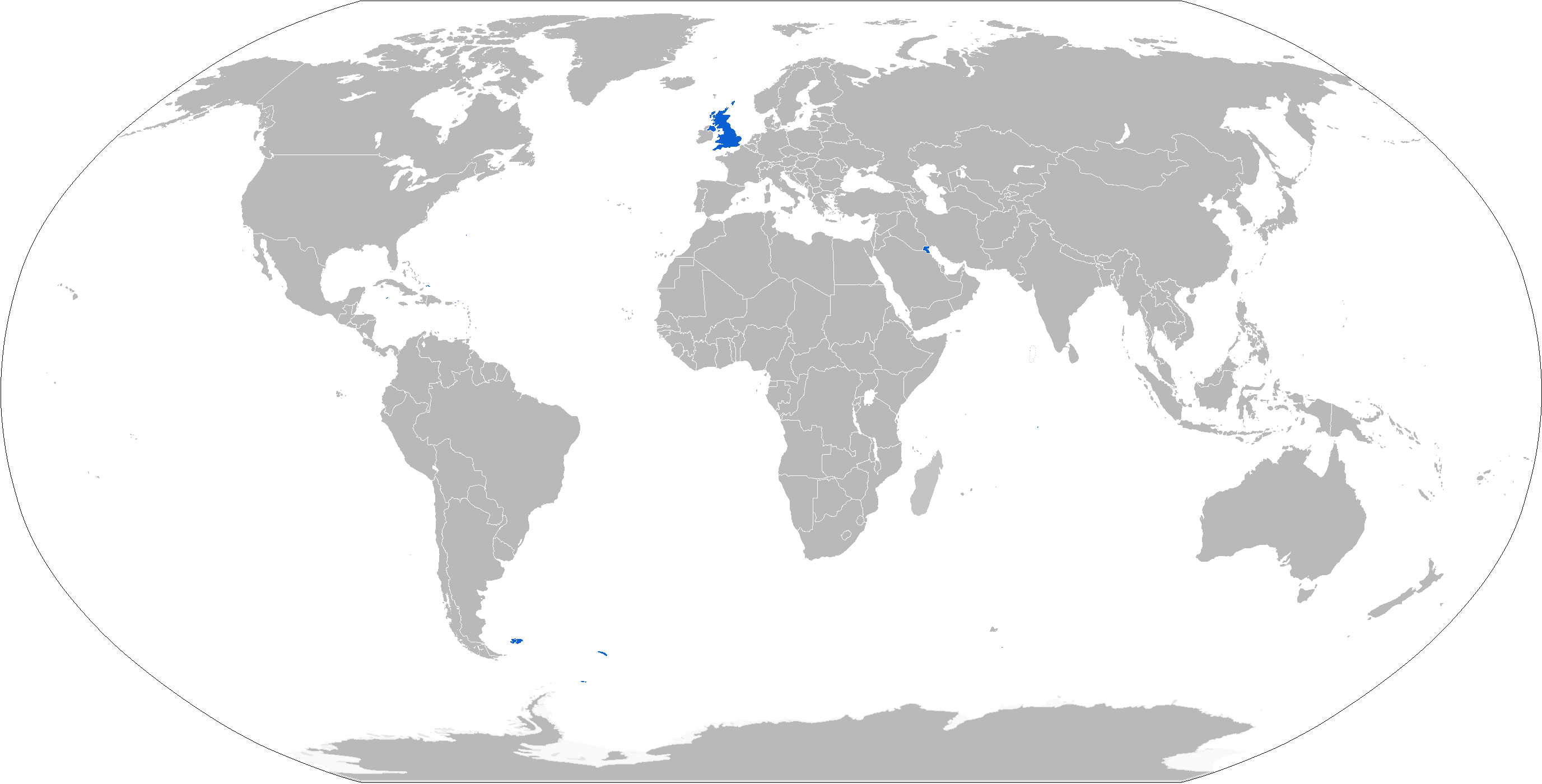
Operadores del FV510 Warrior en azul.

- Ejército Británico – 789 recibidos entre 1987 y 1995.
- Ejército de Kuwait – 254 Desert Warrior recibidos.

### Vehículos similares
- Marder
- Schützenpanzer Puma
- Lynx
- ZBD-97
- K-200/KIFV
 K-21 IFV
- AIFV
 M2/M3 Bradley
- /ASCOD Pizarro/ULAN
- AMX-10P
- TAM VCTP
- Namera
  Achzarit
- Dardo
- Tipo 89 VCI
- VCI Anders
- BMP-3
  BMP-T
  BTR-T
- Bionix VCI
- CV90/CV9030/CV9040